# Régis Bérenger
Pour les articles homonymes, voir Bérenger.

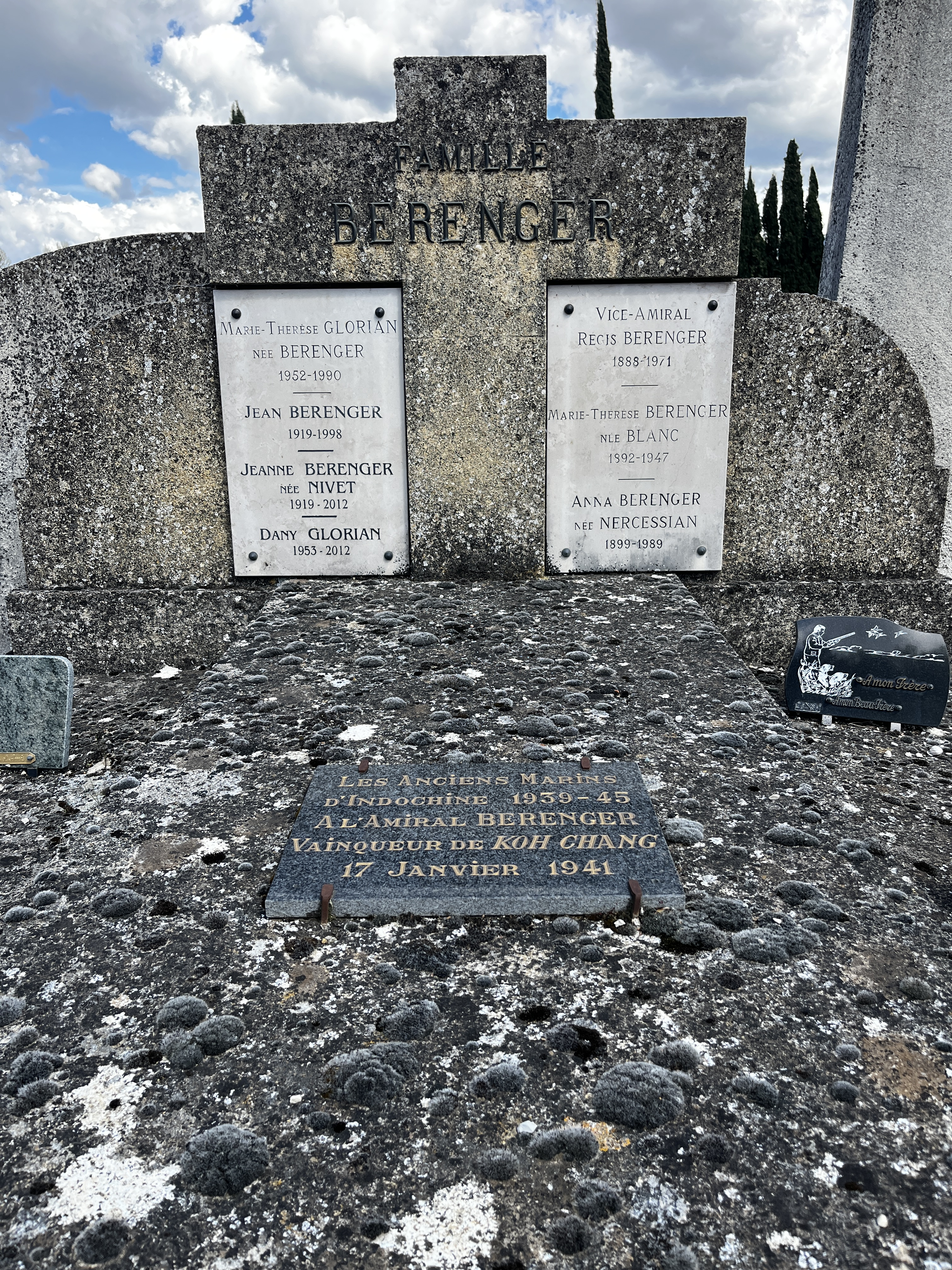
Sépulture de Régis Bérenger au cimetière de Malaucène (84)

Marie-Daniel-Régis Bérenger, né le 25 septembre 1888 à Chamaret dans la Drôme et mort le 23 août 1971 à Saint-Laurent-du-Pape, en Ardèche, est un vice-amiral français.

## Biographie

### Début de carrière
Fils d'Ernest Béranger et d'Honorine Chaix, il entre en 1906 à l'école navale à l'âge de 18 ans. Trois ans plus tard, il en sort aspirant. Durant toute l'année 1911, il embarque sur le cuirassé Justice et est promu enseigne de vaisseau en octobre 1911. En 1912, il est embarqué en Indochine sur le contre-torpilleur Fronde. En 1913, il est second sur le Protet. En 1914, lors du déclenchement de la Première Guerre mondiale, il est à Rochefort avant d'embarquer l'année suivante aux Dardanelles sur le cuirassé Patrie. En 1916, il commande le Polyphème avec lequel il participe au débarquement de l'armée serbe à Corfou. En juillet 1917, il est promu lieutenant de vaisseau, puis officier canonnier sur le Jean Bart, avant de rallier Rochefort en janvier 1918. Il est fait chevalier de la Légion d'honneur au lendemain de la guerre.

### Entre-deux-guerres
Après la Première Guerre mondiale, il est pilote de dirigeable puis commande le centre d'essais aéronautique de Saint-Cyr puis de Hyères le Palyvestre. En juillet 1926, il est promu capitaine de corvette, puis capitaine de frégate en novembre 1930, après avoir embarqué sur les croiseurs cuirassés Marseillaise et Ernest-Renan, puis après avoir commandé l'aviso Marne. Il est fait Officier de la Légion d'honneur. À Brest il embarque sur le Jules Verne, puis commande les torpilleurs Touareg et Tonkinois. En janvier 1937, il est promu capitaine de vaisseau.

### Seconde Guerre mondiale

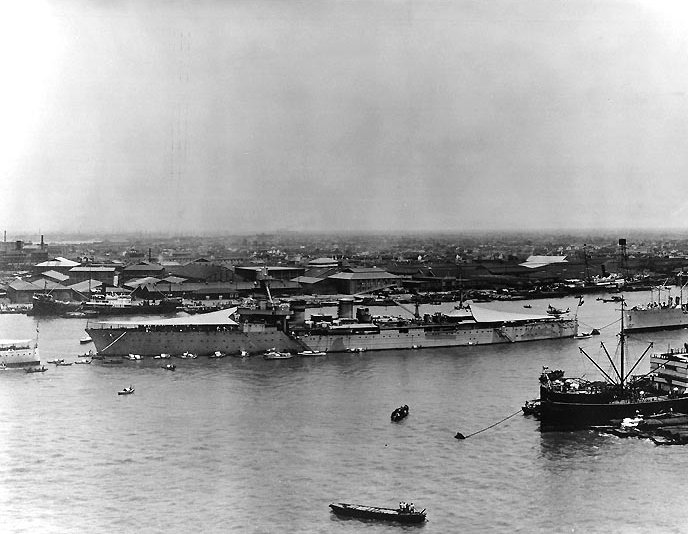
Le croiseur Lamotte-Picquet, navire amiral de Bérenger en Extrême-Orient.

Envoyé en Extrême-Orient en janvier 1941 en tant que commandant du croiseur léger Lamotte-Picquet, il pénètre dans les eaux siamoises en compagnie des avisos Dumont d'Urville, Amiral Charner, Marne et Tahure, et détruit, devant la base navale de Koh Chang, les cuirassés garde-côtes Sri Ayuthia et Dhomburi ainsi que trois torpilleurs. Le tiers de la flotte thaïe est neutralisée alors qu'aucun tué n'est à déplorer côté français. La petite escadre française regagne ensuite tranquillement sa base, et Régis Bérenger, en récompense de cette victoire, est fait contre-amiral.
Par la suite, il commande les forces navales françaises d'Indochine et est fait vice-amiral en juillet 1943. Fait prisonnier par les Japonais en mars 1945, il est rapidement libéré du fait de la capitulation du Japon. Admis à la retraite en septembre 1945, il décède le 23 août 1971.

## Décorations
- Commandeur de la Légion d'honneur (28 janvier 1941)